# Georg Kr. Lárusson
Georg Kristinn Larusson (Reykjavík, 21 marzo 1959) è un militare e magistrato islandese, direttore generale della guardia costiera.

## Biografia

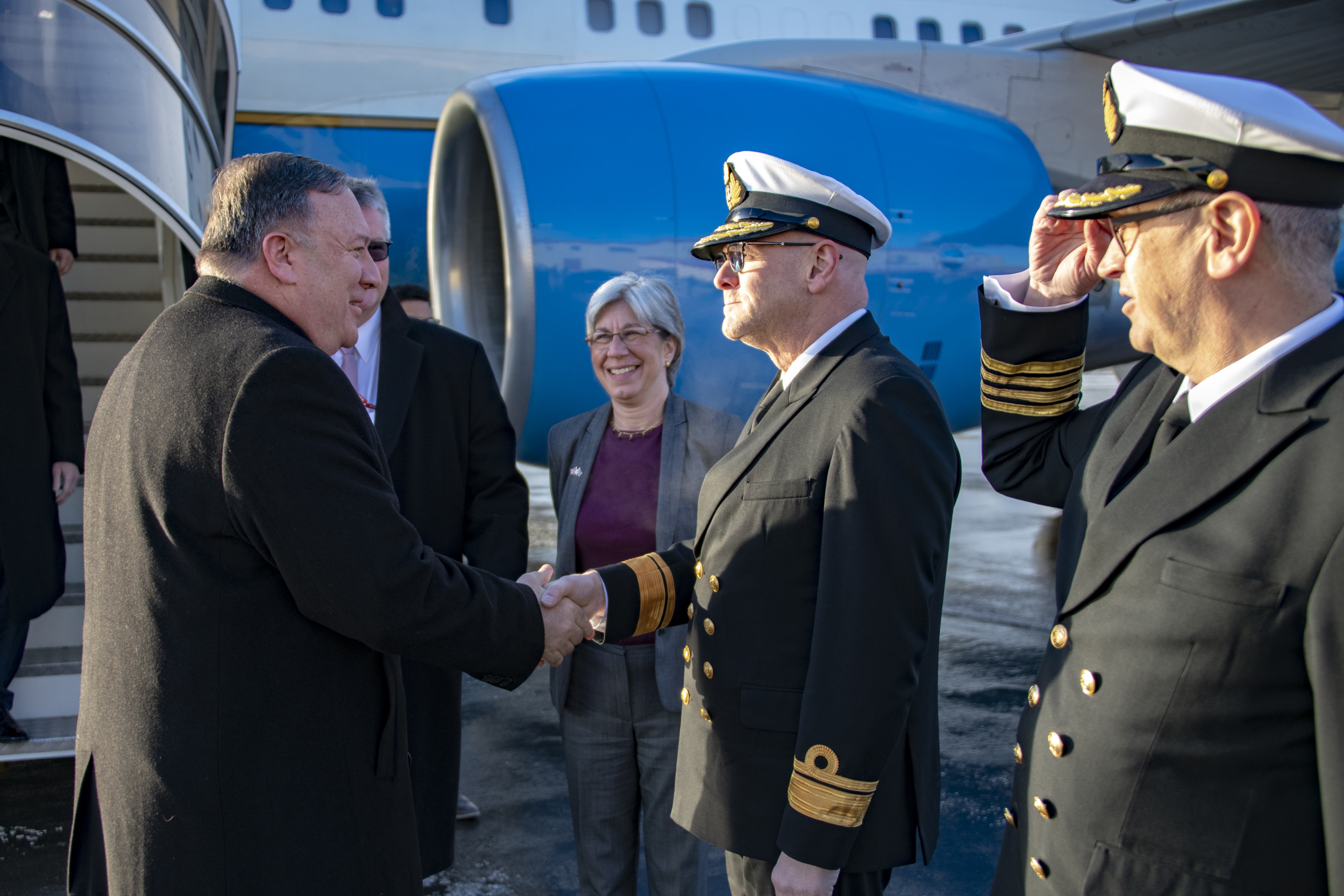
Larusson con i segretario della difesa americano Pompeo.

Laureato in giurisprudenza presso l'Università d'Islanda nel 1985 e ha conseguito un diploma post-laurea presso la Facoltà di Giurisprudenza dell'Università di Copenaghen. È stato rappresentante del giudice presso il tribunale distrettuale di Reykjavík nel periodo 1985-89 ed è stato magistrato distrettuale a Dalasýsla, Strandasýsla e Kópavogur nel periodo 1989-92. Ha servito come magistrato distrettuale di Vestmannaeyjar dal 1992 al 1998. Georg è stato nominato vice capo della polizia a Reykjavík dal 1998 al 1999. Dal 1999 al 2005 è stato direttore generale dell'immigrazione.

## Onorificenze
- :
  -  Cavaliere dell'Ordine del Falco (1 gennaio 2019)
- :
  -  Ufficiale dell'Ordre du Mérite Maritime (11 ottobre 2022)